# Eleanor Vachell
Pour les articles homonymes, voir Vachell.
Eleanor Vachell (née à Cardiff le 8 janvier 1879 et morte dans la même ville le 6 décembre 1948) est une botaniste amateur galloise.

## Biographie
Eleanor Vachell est née à Cardiff en 1879. Elle est la fille aînée de Charles Tanfield Vachell, médecin et naturaliste, fondateur du Cardiff Municipal Museum et des jardins botaniques de Roath Park (en), et de son épouse Winifred, suivie par trois sœurs, dont deux mourront enfants, et un frère.
Eleanor accompagne régulièrement son père dans ses herborisations et voyages botaniques dans les Îles Britanniques, ainsi qu'en Bretagne, en Norvège et en Suisse ; à l'âge de 12 ans, elle commence à rédiger son journal qu'elle continuera jusqu'à la fin de sa vie. Elle collabore activement avec son père à la préparation de la flore de Glamorgan, dont elle est secrétaire du comité. Elle est élue membre de la Linnean Society of London en 1917. Elle publie plusieurs articles scientifiques dans la revue de la société naturaliste, Transactions of the Cardiff Naturalists’ Society, notamment un article consacré au poireau, emblème national gallois, en 1919, et rédige une chronique sur la flore sauvage chaque semaine dans le Western Mail.
Elle est la première et unique femme présidente de la Société des naturalistes de Cardiff. Elle devient membre du conseil d'administration (court of governors) du musée national du pays de Galles en 1919 et membre de son conseil en 1925. Elle lègue au musée l'herbier constitué par son père et elle ainsi qu'une somme de 500 £ pour son entretien, et son journal.